# 計量文献学
計量文献学 (けいりょうぶんけんがく、英: stylometry) とは、文献の特徴を数値化し、統計学的手法を用いて文献の分析や比較を行う方法、またはそれに関する学問分野。文体に注目して計量文体学などの名も使われる。

## 概要

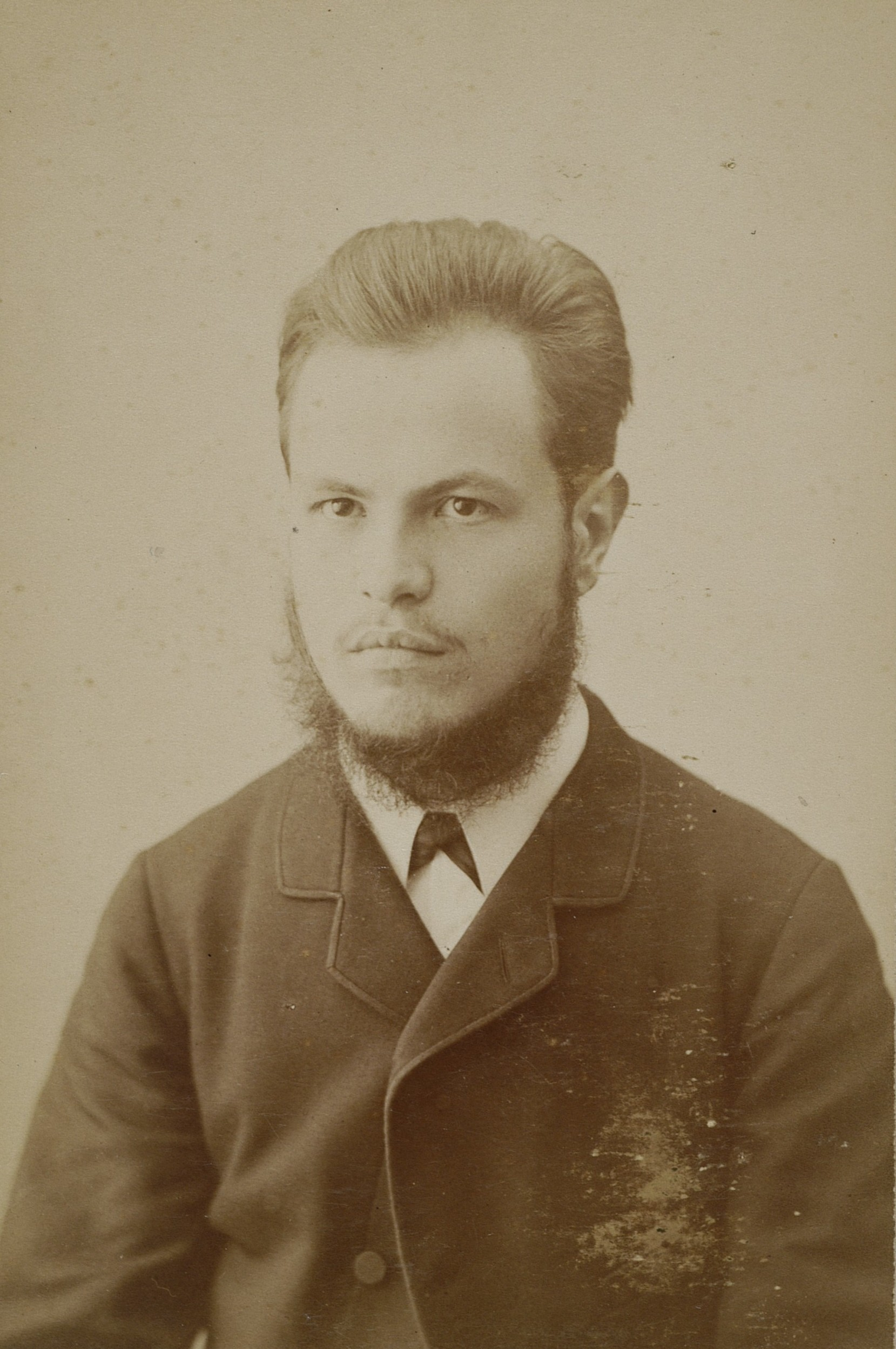
計量文献学の語をはじめて用いたヴィンツェンティ・ルトスワフスキ、1885年撮影。

文献の著者の異同や時代の推定、同一著者の著作内容・思想と文体との関係の解析などを目的とする。数値化し解析する対象としては、例えば単語または文の長さ、特定の単語または品詞の使用率、同義語や句読点の使い方などがあるが、言語、書記体系、文の種類（散文・韻文）や内容によって適したものが異なるので、場合に応じて選択する必要がある。つまり統計解析方法が特に定まっているわけではないため、対象に応じて様々な手法が用いられるのである。
計量文献学の手法が初めて用いられたのは15世紀のことであり、このときは翻訳の比較で使用された。
1851年にはインド出身の数学者オーガスタス・ド・モルガンが、文章の長さを作者特定のためのスタイルとして使用できる可能性を予想した。「計量文献学」という語がはじめて使用されたのは1890年のことであり、この年にポーランド出身の哲学者ヴィンツェンティ・ルトスワフスキが著作"Principes de stylométrie"でstylométrie（計量文献学のフランス語名）という語を初めて用いた。
ルトスワフスキは1898年に計量文献学の手法を使い、プラトンの対話篇の時系列特定を試みた。
トマス・メンデンホールはシェイクスピアの戯曲を解析し著者の特定に努めようとした。
その後、種々の統計学的手法が開発されるのに伴い、それらが応用されるに至っている。特に現代ではコンピュータの利用が普通になり、遺伝的アルゴリズムやニューラルネットワークも応用されている。また狭山事件のように犯罪捜査（脅迫状など）に応用された例もある。